# صالحة سبكتي سلطان
صالحة سلطان (بالتركية الحديثة: Saliha Sebkati Valide Sultan)، وكانت تُلقب رسميًا دولتلو عصمتلو صالحه والده سلطان (السلطانة الأم) علية الشأن حضرتليرى (حوالي 1680 ـ 21 سبتمبر 1739) هي عقيلة السلطان العثماني مصطفى الثاني، ووالدة ابنه محمود الأول. ترجع أصولها إلى جذور يونانية، واسمها الأصلي ألكسندرا. حملت لقب السلطانة الأم إبان حكم ولدها.